# Jill Johnsonová
Jill Johnsonová, nepřechýleně Johnson (* 24. května 1973, Ängelholm, Švédsko) je švédská country zpěvačka.

## Život a kariéra
Svou kariéru začala jako dvanáctiletá, když se stala vokalistkou ve skupinách Country & Western band a Tomboola Band a odjela na turné do Dánska a Norska. Jejím prvním švédským hitem byla píseň „Kommer tid, kommer vår“, společný duet s Janem Johansenem.
Žije střídavě v loveckém zámečku v lesích západního Götalandu a ve Stockholmu.

## Diskografie
- 1996 - Sugartree
- 1998 - När hela världen ser på
- 2000 - Daughter of Eve
- 2001 - Good Girl
- 2003 - Discography 1996-2003
- 2004 - Roots and Wings
- 2005 - Being who you are
- 2005 - The Christmas In You
- 2007 - Music Row
- 2008 - Baby Blue Paper
- 2009 - Music Row II
- 2010 - The Well-Known And Some Other Favourite Stories
- 2010 - Baby Blue Paper Live
- 2011 - Flirting With Disaster
- 2011 - Välkommen jul
- 2012 - A Woman Can Change Her Mind
- 2013 - Duetterna
- 2014 - Livemusiken från Jills veranda
- 2014 - Songs for Daddy